# Lista över månens kratrar, A–B
Detta är en underlista till lista över månens kratrar.

## A
| Krater        | Diameter | Eponym                                                  |
| ------------- | -------- | ------------------------------------------------------- |
| Abbe          | 66 km    | Ernst Abbe (1840–1905)                                  |
| Abbot         | 10 km    | Charles Greeley Abbot (1872–1973)                       |
| Abel          | 122 km   | Niels Henrik Abel (1802–1829)                           |
| Abenezra      | 42 km    | Abraham ibn Ezra (1092–1167)                            |
| Abetti        | 1,5 km   | Antonio Abetti (1846–1928)                              |
| Abetti        | 1,5 km   | Giorgio Abetti (1882–1982)                              |
| Abul Wáfa     | 55 km    | Abu l-Wafa (Abul Wáfa) (940–998)                        |
| Abulfeda      | 65 km    | Abulfeda (Ismael Abul-fida) (1273–1331)                 |
| Acosta        | 13 km    | Cristobal Acosta (1515–1580)                            |
| Adams         | 66 km    | John Couch Adams (1819–1892)                            |
| Adams         | 66 km    | Charles Hitchcock Adams (1868–1951)                     |
| Adams         | 66 km    | Walter Sydney Adams (1876–1956)                         |
| Agatharchides | 48 km    | Agatharchides (okänt-cirka 150 f.Kr.)                   |
| Agrippa       | 44 km    | Agrippa (uppmärksammad 92)                              |
| Airy          | 36 km    | George Biddell Airy (1801–1892)                         |
| Aitken        | 135 km   | Robert Aitken (1864–1951)                               |
| Akis          | 2 km     | (grekiskt kvinnonamn)                                   |
| Alan          | 2 km     | (Keltiskt mansnamn)                                     |
| Al-Bakri      | 12 km    | Abu Abdullah al-Bakri (1010–1094)                       |
| Albategnius   | 114 km   | al-Batani (850–929)                                     |
| Al-Biruni     | 77 km    | al-Biruni (973–1048)                                    |
| Alden         | 104 km   | Harold Alden (1890–1964)                                |
| Alder         | 77 km    | Kurt Alder (1902–1958)                                  |
| Aldrin        | 3 km     | Buzz Aldrin (1930–)                                     |
| Alekhin       | 70 km    | Nikolai Alekhin (1913–1964)                             |
| Alexander     | 81 km    | Alexander den store (356–323 f.Kr.)                     |
| Alfraganus    | 20 km    | Alfraganus (okänt–cirka 840)                            |
| Alhazen       | 32 km    | Alhazen (987–1038)                                      |
| Aliacensis    | 79 km    | Pierre d'Ailly (1350–1420)                              |
| Al-Khwarizmi  | 65 km    | al-Khwarizmi (okänt–cirka 825)                          |
| Almanon       | 49 km    | Abdalla Al Mamun (786–833)                              |
| Al-Marrakushi | 8 km     | Al-Marrakushi (1256–cirka 1321)                         |
| Aloha         | 3 km     | (Hälsning på Hawaiiska)                                 |
| Alpetragius   | 39 km    | Nur Ed-Din Al Betrugi (okänt–cirka 1100)                |
| Alphonsus     | 108 km   | Alfons X (1223–1284)                                    |
| Alter         | 64 km    | Dinsmore Alter (1888–1968)                              |
| Ameghino      | 9 km     | Florentino Ameghino (1854–1911)                         |
| Amici         | 54 km    | Giovanni Battista Amici (1786–1863)                     |
| Ammonius      | 8 km     | Ammonius Hermiae (c. 440–c. 520)                        |
| Amontons      | 2 km     | Guillaume Amontons (1663–1705)                          |
| Amundsen      | 101 km   | Roald Amundsen (1872–1928)                              |
| Anaxagoras    | 50 km    | Anaxagoras (500–428 f.Kr.)                              |
| Anaximander   | 67 km    | Anaximander (cirka 610–546 f.Kr.)                       |
| Anaximenes    | 80 km    | Anaximenes (585–528 f.Kr.)                              |
| Anděl         | 35 km    | Karel Anděl (1884–1947)                                 |
| Anders        | 40 km    | William A. Anders (1933–2024)                           |
| Anderson      | 109 km   | John August Anderson (1876–1959)                        |
| Andersson     | 13 km    | Leif Andersson (1943–1979)                              |
| Andronov      | 16 km    | Aleksandr Aleksandrovich Andronov (1901–1952)           |
| Ango          | 1 km     | (Afrikanskt mansnamn)                                   |
| Ångström      | 9 km     | Anders Jonas Ångström (1814–1874)                       |
| Ann           | 3 km     | (Hebreiskt kvinnonamn)                                  |
| Annegrit      | 1 km     | (Tyskt kvinnonamn)                                      |
| Ansgarius     | 94 km    | Sankt Ansgar (801–864)                                  |
| Antoniadi     | 143 km   | Eugène Antoniadi (1870–1944)                            |
| Anuchin       | 57 km    | Dmitry Nikolayevich Anuchin (1843–1923)                 |
| Anville       | 10 km    | Jean-Baptiste Bourguignon d'Anville (1697–1782)         |
| Apianus       | 63 km    | Petrus Apianus (1495–1552)                              |
| Apollo        | 537 km   | Apolloprogrammet                                        |
| Apollonius    | 53 km    | Apollonios från Perga (262–190 f.Kr.)                   |
| Appleton      | 63 km    | Edward Victor Appleton (1892–1965)                      |
| Arago         | 26 km    | François Arago (1786–1853)                              |
| Aratus        | 10 km    | Aratos från Soloi (cirka 315–245 f.Kr.)                 |
| Archimedes    | 82 km    | Arkimedes (Archimedes) (cirka 287–212 f.Kr.)            |
| Archytas      | 31 km    | Archytas (cirka 428–347 f.Kr.)                          |
| Argelander    | 34 km    | Friedrich Wilhelm August Argelander (1799–1875)         |
| Ariadaeus     | 11 km    | Filip III av Makedonien (okänt–317 f.Kr.)               |
| Aristarchus   | 40 km    | Aristarchos från Samos (cirka 310–230 f.Kr.)            |
| Aristillus    | 55 km    | Aristillus (cirka 280 f.Kr.)                            |
| Aristoteles   | 87 km    | Aristoteles (383–322 f.Kr.)                             |
| Armiński      | 26 km    | Franciszek Armiński (1789–1848)                         |
| Armstrong     | 4 km     | Neil Armstrong (1930–2012)                              |
| Arnold        | 94 km    | Christoph Arnold (1650–1695)                            |
| Arrhenius     | 40 km    | Svante Arrhenius (1859–1927)                            |
| Artamonov     | 60 km    | Nikolaj N. Artamonov (1906–1965)                        |
| Artemev       | 67 km    | Vladimir Artemjev (1885–1962)                           |
| Artemis       | 2 km     | Grekisk gudinna                                         |
| Artsimovich   | 8 km     | Lev A. Artsimovich (1909–1973)                          |
| Aryabhata     | 22 km    | Aryabhata (476–cirka 550)                               |
| Arzachel      | 96 km    | Abū Ishāq Ibrāhīm al-Zarqālī (cirka 1028–1087)          |
| Asada         | 12 km    | Goryu Asada (1734–1799)                                 |
| Asclepi       | 42 km    | Giuseppe Asclepi (1706–1776)                            |
| Ashbrook      | 156 km   | Joseph Ashbrook (1918–1980)                             |
| Aston         | 43 km    | Francis William Aston (1877–1945)                       |
| Atlas         | 87 km    | Atlas                                                   |
| Atwood        | 29 km    | George Atwood (1745–1807)                               |
| Autolycus     | 39 km    | Autolykos från Pitane (cirka 360 f.Kr.–cirka 290 f.Kr.) |
| Auwers        | 20 km    | Arthur Auwers (1838–1915)                               |
| Auzout        | 32 km    | Adrien Auzout (1622–1691)                               |
| Avery         | 9 km     | Oswald Avery (1877–1955)                                |
| Avicenna      | 74 km    | Avicenna (980–1037)                                     |
| Avogadro      | 139 km   | Amedeo Avogadro (1776–1856)                             |
| Azophi        | 47 km    | Abd Al-Rahman Al Sufi (903–986)                         |

## B
| Krater        | Diameter | Eponym                                                 |
| ------------- | -------- | ------------------------------------------------------ |
| Baade         | 55 km    | Walter Baade (1893–1960)                               |
| Babakin       | 20 km    | Georgij Babakin (1914–1971)                            |
| Babbage       | 143 km   | Charles Babbage (1792–1871)                            |
| Babcock       | 99 km    | Harold D. Babcock (1882–1968)                          |
| Back          | 35 km    | Ernst Emil Alexander Back (1881–1959)                  |
| Backlund      | 75 km    | Oskar Backlund (1846–1916)                             |
| Baco          | 69 km    | Roger Bacon (cirka 1214–cirka 1294)                    |
| Baillaud      | 89 km    | Benjamin Baillaud (1848–1934)                          |
| Bailly        | 287 km   | Jean Sylvain Bailly (1736–1793)                        |
| Baily         | 26 km    | Francis Baily (1774–1844)                              |
| Balandin      | 12 km    | Aleksei Aleksandrovich Balandin (1898–1967)            |
| Balboa        | 69 km    | Vasco Núñez de Balboa (1475–1519)                      |
| Baldet        | 55 km    | Fernand Baldet (1885–1964)                             |
| Ball          | 41 km    | William Ball (okänt–1690).                             |
| Balmer        | 138 km   | Johann Balmer (1825–1898)                              |
| Banachiewicz  | 92 km    | Tadeusz Banachiewicz (1882–1954)                       |
| Bancroft      | 13 km    | Wilder Dwight Bancroft (1867–1953)                     |
| Banting       | 5 km     | Frederick Banting (1891–1941)                          |
| Barbier       | 66 km    | Daniel Barbier (1907–1965)                             |
| Barkla        | 42 km    | Charles Glover Barkla (1877–1944)                      |
| Barnard       | 105 km   | Edward Emerson Barnard (1857–1923)                     |
| Barocius      | 82 km    | Francesco Barozzi (1537–1604)                          |
| Barringer     | 68 km    | Daniel Barringer (1860–1929)                           |
| Barrow        | 92 km    | Isaac Barrow (1630–1677)                               |
| Bartels       | 55 km    | Julius Bartels (1899–1964)                             |
| Bawa          | 1 km     | (Afrikanskt mansnamn)                                  |
| Bayer         | 47 km    | Johann Bayer (1572–1625)                               |
| Beals         | 48 km    | Carlyle Smith Beals (1899–1979)                        |
| Beaumont      | 53 km    | Léonce Élie de Beaumont (1798–1874)                    |
| Becquerel     | 65 km    | Henri Becquerel (1852–1908)                            |
| Bečvář        | 67 km    | Antonin Becvar (1901–1965)                             |
| Beer          | 9 km     | Wilhelm Beer (1797–1850)                               |
| Behaim        | 55 km    | Martin Behaim (1459–1507)                              |
| Beijerinck    | 70 km    | Martinus Willem Beijerinck (1851–1931)                 |
| Beketov       | 8 km     | Nikolay Nikolayevich Beketov (1827–1911)               |
| Béla          | 11 km    | (Slaviskt kvinnonamn)                                  |
| Belʹkovich    | 214 km   | Igor Vladimirovich Belʹkovich (1904–1949)              |
| Bell          | 86 km    | Alexander Graham Bell (1847–1922)                      |
| Bellinsgauzen | 63 km    | Fabian Gottlieb von Bellingshausen (1778–1852)         |
| Bellot        | 17 km    | Joseph René Bellot (1826–1853)                         |
| Belopolʹskiy  | 59 km    | Aristarkh Belopolsky (1854–1934)                       |
| Belyaev       | 54 km    | Pavel Ivanovich Belyaev (1925–1970)                    |
| Benedict      | 14 km    | Francis Gano Benedict (1870–1957)                      |
| Bergman       | 21 km    | Torbern Olof Bergman (1735–1784)                       |
| Bergstrand    | 43 km    | Östen Bergstrand (1873–1948)                           |
| Berkner       | 86 km    | Lloyd Viel Berkner (1905–1967)                         |
| Berlage       | 92 km    | Hendrik Petrus Berlage (1896–1968)                     |
| Bernoulli     | 47 km    | Jacques Bernoulli (1654–1705)                          |
| Bernoulli     | 47 km    | Jean Bernoulli (1667–1748)                             |
| Berosus       | 74 km    | Berossos (okänt–cirka 250 f.Kr.)                       |
| Berzelius     | 50 km    | Jöns Jakob Berzelius (1779–1848)                       |
| Bessarion     | 10 km    | Johannes Bessarion (cirka 1369–1472)                   |
| Bessel        | 15 km    | Friedrich Wilhelm Bessel (1784–1846)                   |
| Bettinus      | 71 km    | Mario Bettinus (1582–1657)                             |
| Bhabha        | 64 km    | Homi Jehangir Bhabha (1909–1966)                       |
| Bianchini     | 38 km    | Francesco Bianchini (1662–1729)                        |
| Biela         | 76 km    | Wilhelm von Biela (1782–1856)                          |
| Bilharz       | 43 km    | Theodore Maximilian Bilharz (1825–1862)                |
| Billy         | 45 km    | Jacques de Billy (1602–1679)                           |
| Bingham       | 33 km    | Hiram Bingham III (1875–1956)                          |
| Biot          | 12 km    | Jean-Baptiste Biot (1774–1862)                         |
| Birkeland     | 82 km    | Olaf Kristian Birkeland (1867–1917)                    |
| Birkhoff      | 345 km   | George D. Birkhoff (1884–1944)                         |
| Birmingham    | 92 km    | John Birmingham (1816–1884)                            |
| Birt          | 16 km    | William Radcliffe Birt (1804–1881)                     |
| Bjerknes      | 48 km    | Vilhelm Frimann Koren Bjerknes (1862–1951)             |
| Black         | 18 km    | Joseph Black (1728–1799)                               |
| Blackett      | 141 km   | Patrick Maynard Stuart Blackett (1897–1974)            |
| Blagg         | 5 km     | Mary Adela Blagg (1858–1944)                           |
| Blancanus     | 117 km   | Giuseppe Biancani (1566–1624)                          |
| Blanchard     | 40 km    | Jean-Pierre Blanchard (1753–1809)                      |
| Blanchinus    | 61 km    | Giovanni Bianchini (1410–cirka 1469)                   |
| Blazhko       | 54 km    | Sergei Nikolaevich Blazhko (1870–1956)                 |
| Bliss         | 20 km    | Nathaniel Bliss (1700–1764)                            |
| Bobillier     | 6 km     | Étienne Bobillier (1798–1840)                          |
| Bobone        | 31 km    | Jorge Bobone (1901–1958)                               |
| Bode          | 18 km    | Johann Elert Bode (1747–1826)                          |
| Boethius      | 10 km    | Boethius (cirka 480–524)                               |
| Boguslawsky   | 97 km    | Palm Heinrich Ludwig von Boguslawski (1789–1851)       |
| Bohnenberger  | 33 km    | Johann Gottlieb Friedrich von Bohnenberger (1765–1831) |
| Bohr          | 71 km    | Niels H. D. Bohr (1885–1962)                           |
| Bok           | 45 km    | Priscilla Fairfield Bok (1896–1975)                    |
| Bok           | 45 km    | Bart J. Bok (1906–1983)                                |
| Boltzmann     | 76 km    | Ludwig E. Boltzmann (1844–1906)                        |
| Bolyai        | 135 km   | János Bolyai (1802–1860)                               |
| Bombelli      | 10 km    | Raphael Bombelli (1526–1572)                           |
| Bondarenko    | 30 km    | Valentin V. Bondarenko (1937–1961)                     |
| Bonpland      | 60 km    | Aimé Bonpland (1773–1858)                              |
| Boole         | 63 km    | George Boole (1815–1864)                               |
| Borda         | 44 km    | Jean Charles Borda (1733–1799)                         |
| Borel         | 4 km     | Émile Borel (1871–1956)                                |
| Boris         | 10 km    | (Ryskt mansnamn)                                       |
| Borman        | 50 km    | Frank Borman ((1928–2023))                             |
| Born          | 14 km    | Max Born (1882–1970)                                   |
| Boscovich     | 46 km    | Ruggiero Giuseppe Boscovich (1711–1787)                |
| Bose          | 91 km    | Jagadis Chandra Bose (1858–1937)                       |
| Boss          | 47 km    | Lewis Boss (1846–1912)                                 |
| Bouguer       | 22 km    | Pierre Bouguer (1698–1758)                             |
| Boussingault  | 142 km   | Jean-Baptiste Boussingault (1802–1887)                 |
| Bowditch      | 40 km    | Nathaniel Bowditch (1773–1848)                         |
| Bowen         | 8 km     | Ira Sprague Bowen (1898–1973)                          |
| Boyle         | 57 km    | Robert Boyle (1627–1691)                               |
| Brackett      | 8 km     | Frederick Sumner Brackett (1896–1988)                  |
| Bragg         | 84 km    | Sir William Henry Bragg (1862–1942)                    |
| Brashear      | 55 km    | Dr. John Alfred Brashear (1840–1920)                   |
| Brayley       | 14 km    | Edward William Brayley (1801–1870)                     |
| Bredikhin     | 59 km    | Fjodor Bredichin (1831–1904)                           |
| Breislak      | 49 km    | Scipione Breislak (1748–1826)                          |
| Brenner       | 97 km    | Leo Brenner (1855–1928)                                |
| Brewster      | 10 km    | David Brewster (1781–1868)                             |
| Brianchon     | 134 km   | Charles Julien Brianchon (1783–1864)                   |
| Bridgman      | 80 km    | Percy Williams Bridgman (1882–1961)                    |
| Briggs        | 37 km    | Henry Briggs (1561–1630)                               |
| Brisbane      | 44 km    | Sir Thomas Brisbane (1770–1860)                        |
| Bronk         | 64 km    | Detlev Wulf Bronk (1897–1975)                          |
| Brouwer       | 158 km   | Dirk Brouwer (1902–1966)                               |
| Brouwer       | 158 km   | Luitzen Egbertus Jan Brouwer (1881–1968)               |
| Brown         | 34 km    | Ernest William Brown (1866–1938)                       |
| Bruce         | 6 km     | Catherine Wolfe Bruce (1816–1900)                      |
| Brunner       | 53 km    | William Otto Brunner (1878–1958)                       |
| Buch          | 53 km    | Christian Leopold von Buch (1774–1853)                 |
| Buffon        | 106 km   | Georges-Louis Leclerc, Comte de Buffon (1707–1788)     |
| Buisson       | 56 km    | Henri Buisson (1873–1944)                              |
| Bullialdus    | 60 km    | Ismael Bullialdus (1605–1694)                          |
| Bunsen        | 52 km    | Robert Bunsen (1811–1899)                              |
| Burckhardt    | 56 km    | Johann Karl Burckhardt (1773–1825)                     |
| Bürg          | 39 km    | Johann Tobias Bürg (1766–1834)                         |
| Burnham       | 24 km    | Sherburne Wesley Burnham (1838–1921)                   |
| Büsching      | 52 km    | Anton Friedrich Büsching (1724–1793)                   |
| Butlerov      | 40 km    | Aleksandr M. Butlerov (1828–1886)                      |
| Buys-Ballot   | 55 km    | C. H. D. Buys Ballot (1817–1890)                       |
| Byrd          | 93 km    | Richard Byrd (1888–1957)                               |
| Byrgius       | 87 km    | Joost Bürgi (1552–1632)                                |